# 박지영 (바둑 기사)
박지영(朴智英, 1990년 3월 3일 ~ )은 대한민국의 바둑 기사이다.

## 약력
경기도 성남 출신으로 부모의 영향으로 처음 바둑에 입문했다. 강동명인바둑도장과 충암바둑도장에서 본격적으로 바둑을 공부하며 프로 입단을 준비했다. 2017년 제22기 하림배 프로여자국수전 예선에서 조승아에게 승리했지만 김혜림에게 져서 탈락했다. 같은해 12월, 제48회 여자입단대회에서 만 27세의 늦은 나이로 허서현과 함께 입단했다. 2018년 제23기 하림배 프로여자국수전 예선에서 정연우를 누르고 16강에 진출했지만 강다정에게 져서 탈락했다.